# Mortes em novembro de 2020
Mortes em 2020: ← Janeiro – Fevereiro – Março – Abril – Maio – Junho – Julho – Agosto – Setembro – Outubro – Novembro – Dezembro →
Esta é uma relação de pessoas notáveis que morreram durante o mês de novembro de 2020, listando nome, nacionalidade, ocupação e ano de nascimento. 

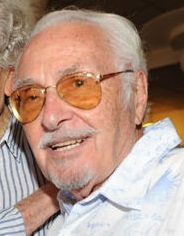
Lan, cartunista italiano radicado no Brasil.

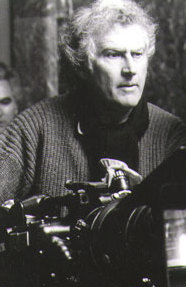
Fernando Solanas, cineasta e político argentino.

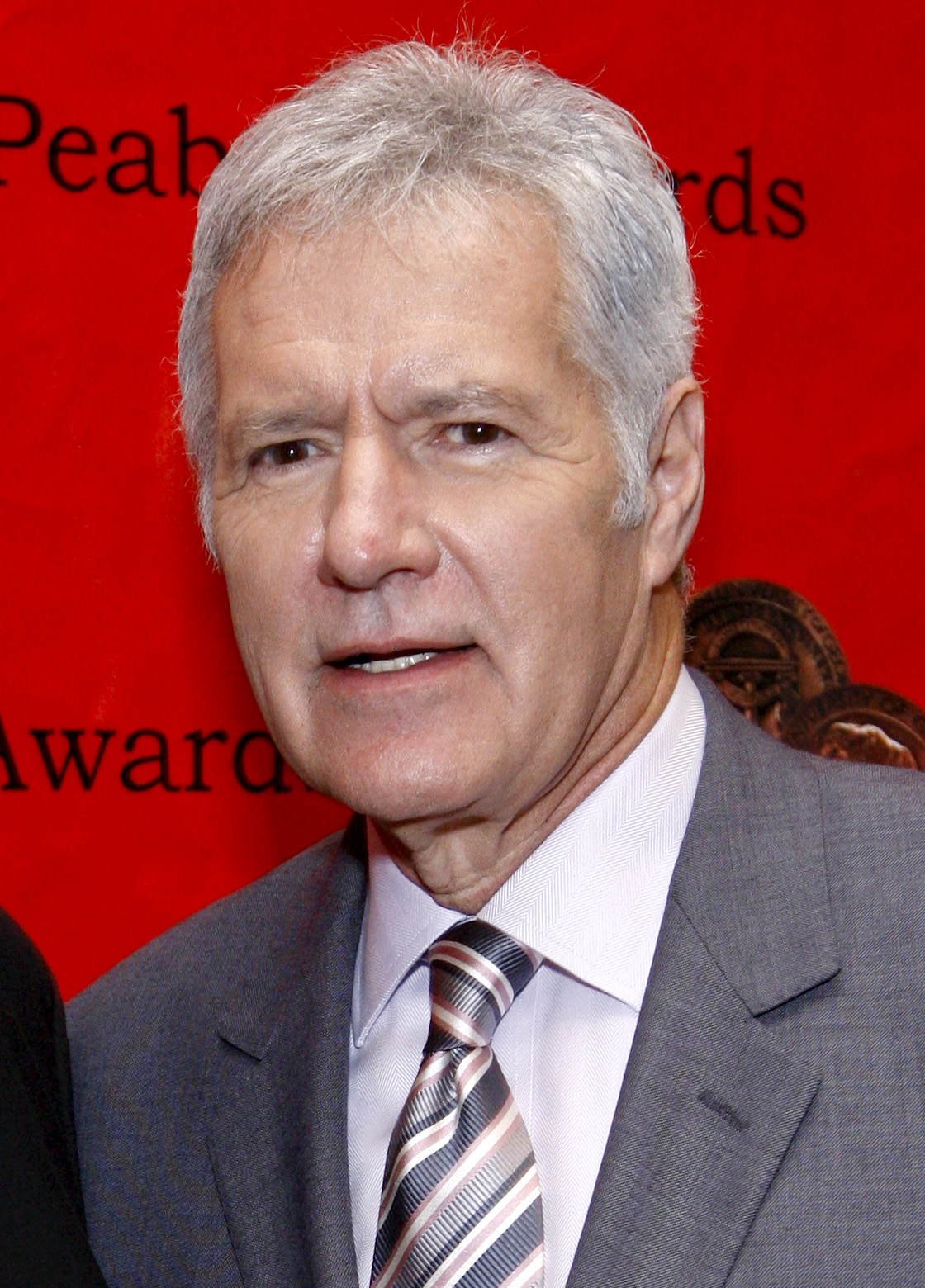
Alex Trebek, apresentador de televisão e ator américo-canadiano.

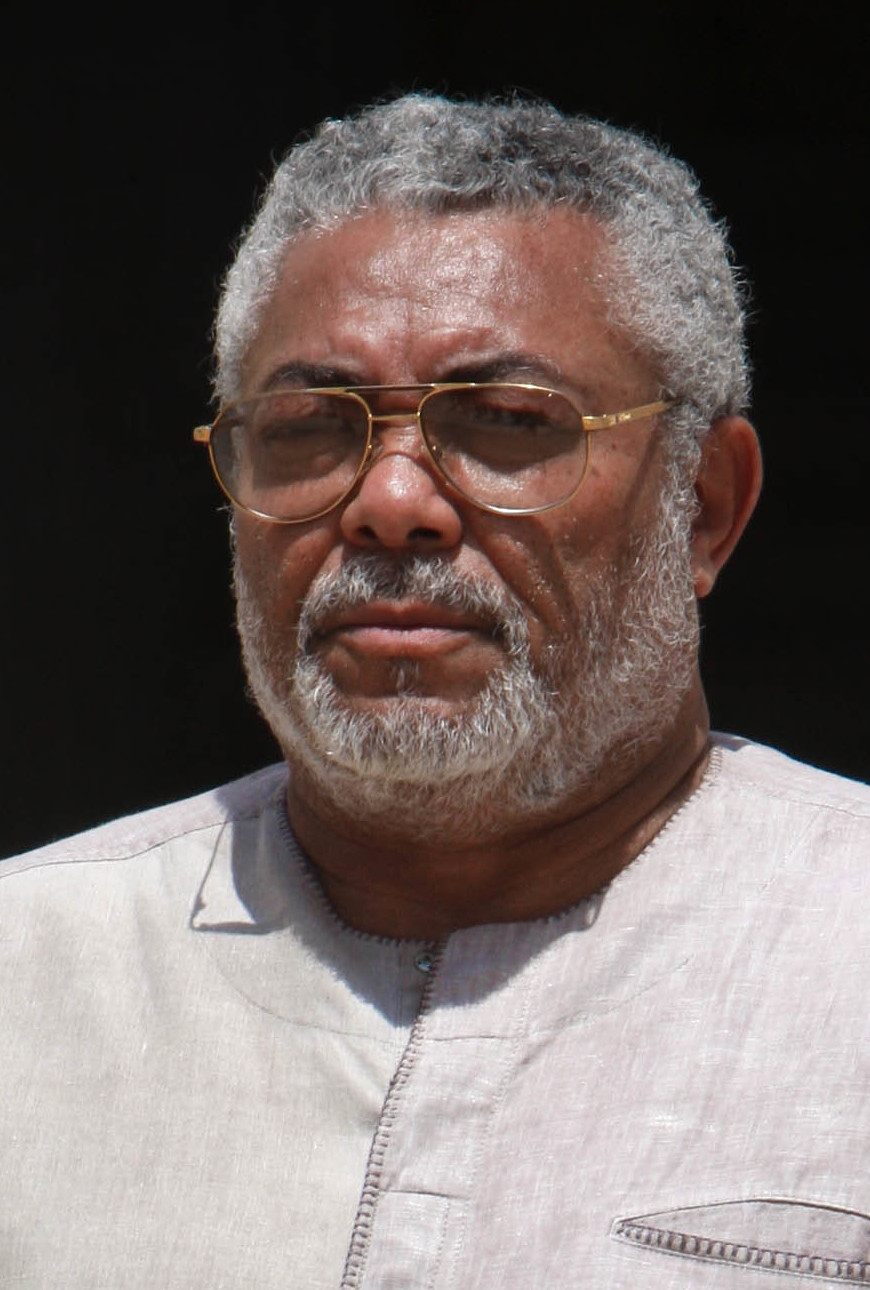
Jerry Rawlings, militar e ex-presidente ganês

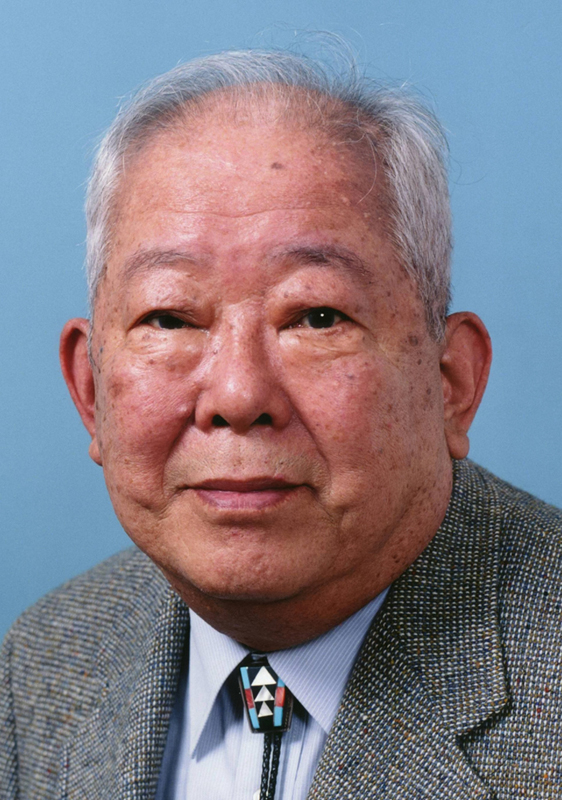
Masatoshi Koshiba, físico japonês.

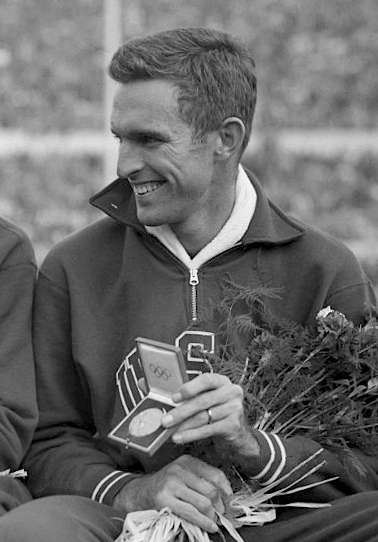
Walt Davis, saltador em altura e basquetebolista norte-americano.

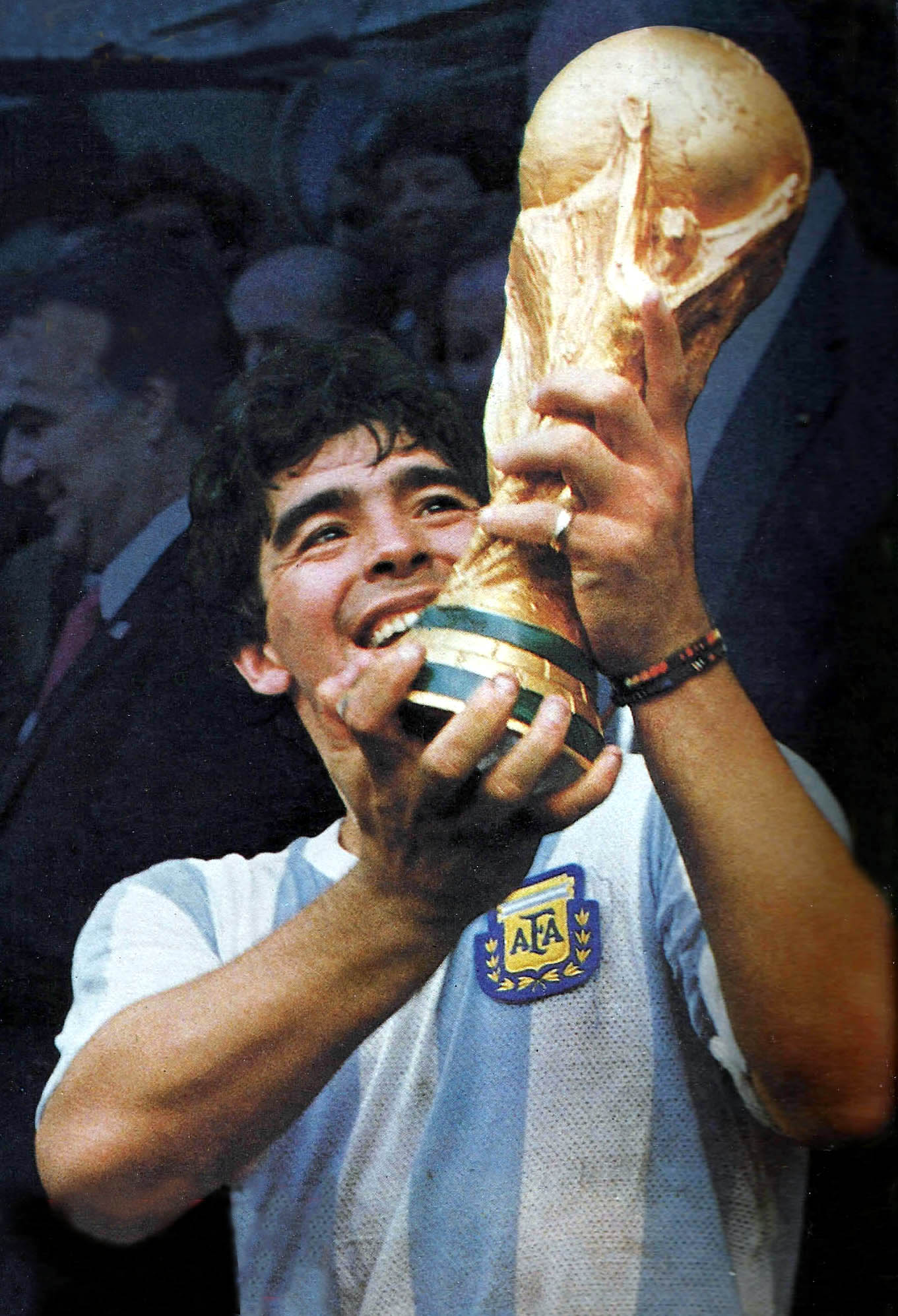
Diego Maradona, futebolista e treinador argentino.

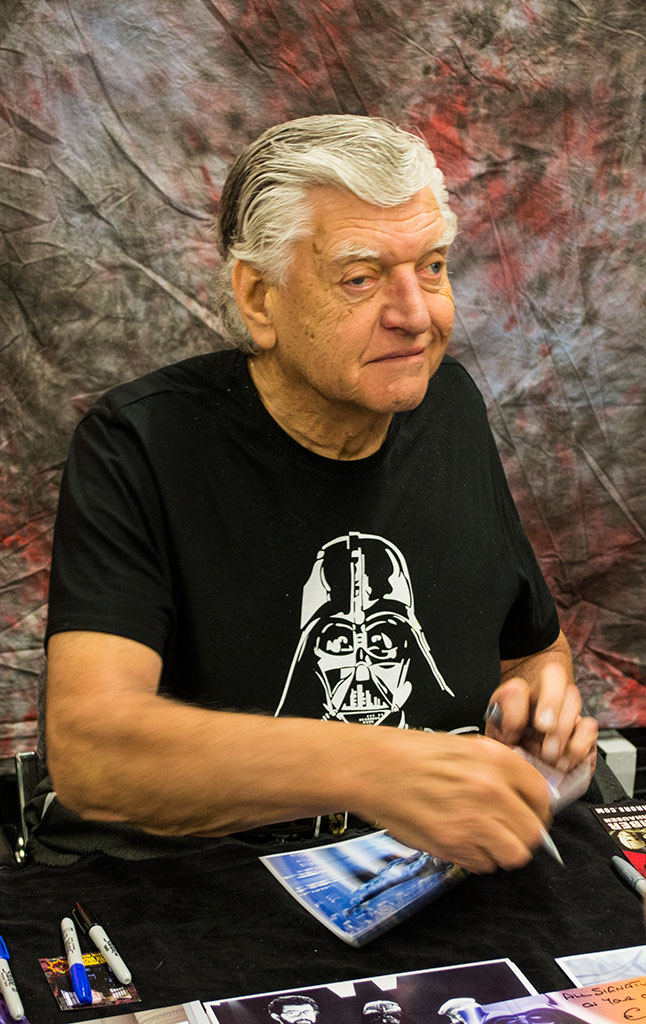
David Prowse, ator, fisiculturista e halterofilista britânico.

| Dia | Nome                          | Profissão ou motivo de reconhecimento                | Nacionalidade             | Nasc. | Ref     |
| --- | ----------------------------- | ---------------------------------------------------- | ------------------------- | ----- | ------- |
| 1   | Paul Crane                    | Jogador de futebol americano                         | Estados Unidos            | 1944  | [ 1 ]   |
| 1   | Tom Veiga                     | Ator e manipulador do Louro José                     | Brasil                    | 1973  | [ 2 ]   |
| 1   | Charles Gordon                | Produtor de filmes                                   | Estados Unidos            | 1947  | [ 3 ]   |
| 1   | Burhan Kuzu                   | Político                                             | Turquia                   | 1955  | [ 4 ]   |
| 1   | Satish Prasad Singh           | Político                                             | Índia                     | 1936  | [ 5 ]   |
| 2   | Park Ji-sun                   | Atriz                                                | Coreia do Sul             | 1984  | [ 6 ]   |
| 2   | Léo de Almeida Neves          | Político                                             | Brasil                    | 1932  | [ 7 ]   |
| 3   | Gennady Bukharin              | Canoísta                                             | Rússia                    | 1929  | [ 8 ]   |
| 3   | Jacques Pereira               | Futebolista                                          | Portugal                  | 1955  | [ 9 ]   |
| 4   | Ken Hensley                   | Músico                                               | Reino Unido               | 1945  | [ 10 ]  |
| 4   | Lan                           | Cartunista                                           | Itália                    | 1925  | [ 11 ]  |
| 5   | Reynaert                      | Cantor e compositor                                  | Bélgica                   | 1955  | [ 12 ]  |
| 5   | Gordon Van Wylen              | Físico                                               | Estados Unidos            | 1920  | [ 13 ]  |
| 5   | Ossi Runne                    | Trompetista e maestro                                | Finlândia                 | 1927  | [ 14 ]  |
| 5   | Géza Szőcs                    | Poeta e político                                     | Hungria                   | 1953  | [ 15 ]  |
| 5   | Jim Marurai                   | Político                                             | Ilhas Cook                | 1947  | [ 16 ]  |
| 6   | Fernando Solanas              | Cineasta e político                                  | Argentina                 | 1936  | [ 17 ]  |
| 6   | King Von                      | Rapper                                               | Estados Unidos            | 1994  | [ 18 ]  |
| 7   | Yang Zhenduo                  | Artista marcial                                      | China                     | 1926  | [ 19 ]  |
| 7   | Víctor Basterra               | Fotógrafo                                            | Argentina                 | 1944  | [ 20 ]  |
| 8   | Vanusa                        | Cantora                                              | Brasil                    | 1947  | [ 21 ]  |
| 8   | Alex Trebek                   | Apresentador de televisão e ator                     | Estados Unidos/ Canadá    | 1940  | [ 22 ]  |
| 8   | Rivaldo Antonio Macari        | Político                                             | Brasil                    | 1951  | [ 23 ]  |
| 8   | Cruzeiro Seixas               | Pintor e poeta                                       | Portugal                  | 1920  | [ 24 ]  |
| 8   | Benedito Roberto              | Bispo                                                | Angola                    | 1946  | [ 25 ]  |
| 9   | Tom Heinsohn                  | Jogador e treinador de basquetebol                   | Estados Unidos            | 1934  | [ 26 ]  |
| 9   | Andrea Merloni                | Empresário                                           | Itália                    | 1967  | [ 27 ]  |
| 10  | Saeb Erekat                   | Político                                             | Palestina                 | 1955  | [ 28 ]  |
| 10  | Amadou Toumani Touré          | Político e militar                                   | Mali                      | 1948  | [ 29 ]  |
| 10  | Dino da Costa                 | Futebolista                                          | Brasil/ Itália            | 1931  | [ 30 ]  |
| 10  | Charles Corver                | Árbitro de futebol, empresário e político            | Países Baixos             | 1936  | [ 31 ]  |
| 10  | Artur Portela                 | Escritor, tradutor e jornalista                      | Portugal                  | 1937  | [ 32 ]  |
| 10  | Sven Wollter                  | Ator, escritor e ativista político                   | Suécia                    | 1934  | [ 33 ]  |
| 11  | Khalifa bin Salman al-Khalifa | Político                                             | Bahrein                   | 1935  | [ 34 ]  |
| 11  | Carlos Campos                 | Futebolista                                          | Chile                     | 1937  | [ 35 ]  |
| 11  | Gonçalo Ribeiro Telles        | Arquiteto paisagista e político                      | Portugal                  | 1922  | [ 36 ]  |
| 11  | Jorge Llopart                 | Atleta                                               | Espanha                   | 1952  | [ 37 ]  |
| 11  | José Luiz de Sá               | Político                                             | Brasil                    | 1950  | [ 38 ]  |
| 12  | Jerry Rawlings                | Militar e político                                   | Gana                      | 1947  | [ 39 ]  |
| 12  | Masatoshi Koshiba             | Físico                                               | Japão                     | 1926  | [ 40 ]  |
| 13  | Peter Sutcliffe               | Criminoso                                            | Reino Unido               | 1946  | [ 41 ]  |
| 13  | Paul Hornung                  | Jogador de futebol americano                         | Estados Unidos            | 1935  | [ 42 ]  |
| 13  | Krunoslav Slabinac            | Músico                                               | Croácia                   | 1944  | [ 43 ]  |
| 13  | Onevan de Matos               | Político                                             | Brasil                    | 1942  | [ 44 ]  |
| 13  | Vidin Apostolov               | Futebolista                                          | Bulgária                  | 1941  | [ 45 ]  |
| 13  | John Meurig Thomas            | Químico                                              | Reino Unido               | 1932  | [ 46 ]  |
| 13  | Attila Horváth                | Atleta                                               | Hungria                   | 1967  | [ 47 ]  |
| 13  | Terry Duerod                  | Basquetebolista                                      | Estados Unidos            | 1956  | [ 48 ]  |
| 14  | João Cunha                    | Advogado e político                                  | Brasil                    | 1939  | [ 49 ]  |
| 14  | António Valverde Martins      | Político                                             | Portugal                  | 1935  | [ 50 ]  |
| 15  | Ray Clemence                  | Futebolista e treinador                              | Reino Unido               | 1948  | [ 51 ]  |
| 15  | Soumitra Chatterjee           | Ator                                                 | Índia                     | 1935  | [ 52 ]  |
| 15  | Raúl Eduardo Vela Chiriboga   | Cardeal                                              | Equador                   | 1934  | [ 53 ]  |
| 15  | Henrique Córdova              | Político                                             | Brasil                    | 1938  | [ 54 ]  |
| 15  | Witold Sadowy                 | Ator, colunista e publicitário                       | Polónia                   | 1920  |         |
| 16  | Henryk Roman Gulbinowicz      | Cardeal                                              | Polónia                   | 1923  | [ 55 ]  |
| 16  | Luiz Fernando Nicolau         | Médico e político                                    | Brasil                    | 1946  | [ 56 ]  |
| 17  | Oskar H.W. Coester            | Empresário e inventor                                | Brasil                    | 1938  | [ 57 ]  |
| 17  | Walt Davis                    | Saltador em altura e basquetebolista                 | Estados Unidos            | 1931  | [ 58 ]  |
| 18  | Adam Musiał                   | Futebolista                                          | Polónia                   | 1948  | [ 59 ]  |
| 18  | Pim Doesburg                  | Futebolista                                          | Países Baixos             | 1943  | [ 60 ]  |
| 18  | Jonas Mello                   | Ator e dublador                                      | Brasil                    | 1937  | [ 61 ]  |
| 18  | Roberto Lopes                 | Ator                                                 | Brasil                    | ?     | [ 62 ]  |
| 19  | Jake Scott                    | Jogador de futebol americano                         | Estados Unidos            | 1945  | [ 63 ]  |
| 19  | João Alberto Silveira Freitas | Motorista                                            | Brasil                    | 1980  | [ 64 ]  |
| 20  | Jan Morris                    | Historiadora, escritora e jornalista                 | Reino Unido               | 1926  | [ 65 ]  |
| 20  | Ernesto Canto                 | Atleta                                               | México                    | 1959  | [ 66 ]  |
| 20  | Antonio Ambrosetti            | Matemático                                           | Itália                    | 1944  | [ 67 ]  |
| 21  | Jens Sørensen                 | Ciclista                                             | Dinamarca                 | 1941  | [ 68 ]  |
| 22  | Maurice Setters               | Futebolista e treinador                              | Reino Unido               | 1936  | [ 69 ]  |
| 22  | Billy Evans                   | Basquetebolista                                      | Estados Unidos            | 1932  | [ 70 ]  |
| 22  | Erlendur Haraldsson           | Psicólogo, parapsicólogo, pesquisador e autor        | Islândia                  | 1931  | [ 71 ]  |
| 23  | Sidi Ould Cheikh Abdallahi    | Político                                             | Mauritânia                | 1938  | [ 72 ]  |
| 23  | Anele Ngcongca                | Futebolista                                          | África do Sul             | 1987  | [ 73 ]  |
| 23  | Jofran Frejat                 | Político                                             | Brasil                    | 1937  | [ 74 ]  |
| 23  | David Dinkins                 | Político                                             | Estados Unidos            | 1927  | [ 75 ]  |
| 23  | Abby Dalton                   | Atriz                                                | Estados Unidos            | 1932  | [ 76 ]  |
| 24  | Damián Iguacén Borau          | Bispo                                                | Espanha                   | 1916  | [ 77 ]  |
| 24  | Fernando Vanucci              | Jornalista, radialista e apresentador                | Brasil                    | 1951  | [ 78 ]  |
| 24  | Mamadou Tandja                | Político                                             | Níger                     | 1938  | [ 79 ]  |
| 24  | João Alves Filho              | Político                                             | Brasil                    | 1941  | [ 80 ]  |
| 25  | Diego Maradona                | Futebolista e treinador                              | Argentina                 | 1960  | [ 81 ]  |
| 25  | Ahmed Patel                   | Político                                             | Índia                     | 1949  | [ 82 ]  |
| 25  | James Wolfensohn              | Banqueiro                                            | Estados Unidos/ Austrália | 1933  | [ 83 ]  |
| 25  | Flor Silvestre                | Cantora e atriz                                      | México                    | 1930  | [ 84 ]  |
| 25  | Sadiq al-Mahdi                | Político                                             | Sudão                     | 1934  | [ 85 ]  |
| 25  | Reinaldo Teles                | Pugilista e dirigente esportivo                      | Portugal                  | 1950  | [ 86 ]  |
| 25  | Paul Nyman                    | Ciclista olímpico                                    | Finlândia                 | 1929  | [ 87 ]  |
| 26  | Winfried Scharlau             | Matemático                                           | Alemanha                  | 1940  | [ 88 ]  |
| 26  | Dimitar Largov                | Futebolista                                          | Bulgária                  | 1936  | [ 89 ]  |
| 27  | Kevin Burnham                 | Velejador                                            | Estados Unidos            | 1956  | [ 90 ]  |
| 28  | Vítor Manuel Oliveira         | Treinador de futebol                                 | Portugal                  | 1953  | [ 91 ]  |
| 28  | Gelson Radaelli               | Pintor                                               | Brasil                    | 1960  | [ 92 ]  |
| 28  | David Prowse                  | Ator, fisiculturista e halterofilista                | Reino Unido               | 1935  | [ 93 ]  |
| 28  | Roberto Leitão                | Lutador                                              | Brasil                    | 1937  | [ 94 ]  |
| 28  | Bonifácio Piccinini           | Bispo                                                | Brasil                    | 1929  | [ 95 ]  |
| 28  | Reuven Opher                  | Astrofísico                                          | Estados Unidos            | 1932  | [ 96 ]  |
| 29  | Vladimir Fortov               | Físico                                               | Rússia                    | 1946  | [ 97 ]  |
| 29  | Papa Bouba Diop               | Futebolista                                          | Senegal                   | 1978  | [ 98 ]  |
| 29  | Maria Martha Barbosa          | Paleontóloga                                         | Brasil                    | 1931  | [ 99 ]  |
| 29  | Ben Bova                      | Jornalista, editor e romancista de ficção científica | Estados Unidos            | 1932  | [ 100 ] |
| 30  | Anne Sylvestre                | Cantora, compositora e feminista                     | França                    | 1934  | [ 101 ] |
| 30  | Samuel MacDowell              | Físico                                               | Brasil                    | 1929  | [ 102 ] |